# 张镜剑
张镜剑（1931年—），中国水利专家。安徽滁县人。中国科学院、清华大学、大连理工大学博士生导师。1956年毕业于清华大学水利系研究生班。后在北京水利水电学院，河北水利水电学院任教，1984～1993年任华北水利水电学院院长。是国际岩石力学学会中国国家小组成员，中国岩石力学与工程学会理事，中国水力发电工程学会名誉理事。